# Municipio de Pike (condado de Coshocton)
El municipio de Pike (en inglés, Pike Township) es un municipio del condado de Coshocton, Ohio, Estados Unidos. Tiene una población estimada, a mediados de 2022, de 685 habitantes.

## Geografía
Está ubicado en las coordenadas 40°12′1″N 82°8′17″O / 40.20028, -82.13806. Según la Oficina del Censo, tiene una superficie de 63.6 km², correspondientes en su totalidad a tierra firme.

## Demografía
Según el censo de 2020, en ese momento había 689 personas residiendo en la zona. La densidad de población era de 10.8 hab./km². El 96.08 % de los habitantes eran blancos, el 0.15 % era afroamericano, el 0.44 % eran amerindios, el 0.29 % eran asiáticos, el 0.15 % era de otra raza y el 2.90 % eran de una mezcla de razas. Del total de la población, el 0.44 % eran hispanos o latinos de cualquier raza.